# On Top of the World
Ej att förväxla med Swedish House Wives låt.
On Top of the World, låt framförd av den holländska sångerskan Edsilia Rombley i semifinalen av Eurovision Song Contest 2007 i Helsingfors, Finland. Den gick inte vidare till finalen.

### Fotnoter
1. ↑  ”Listplacering”. http://swedishcharts.com/showitem.asp?interpret=Edsilia+Rombley&titel=On+Top+Of+The+World&cat=s. Läst 5 maj 2011.